# 普沃茨克縣

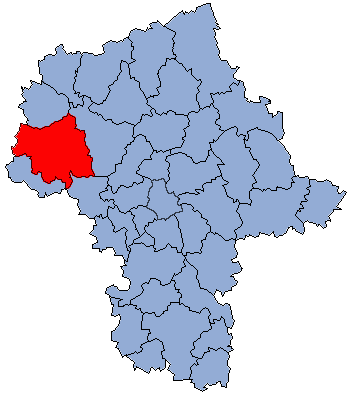

52°33′N 19°42′E / 52.550°N 19.700°E
普沃茨克縣（波蘭語：Powiat płocki），是波蘭的縣份，位於該國中東部，由馬佐夫舍省負責管轄，首府設於普沃茨克，面積1,799平方公里，2006年人口106,455，人口密度每平方公里59人。